# اردک ماهی‌خوار برزیلی
اردک ماهی‌خوار برزیلی (نام علمی: Mergus octosetaceus) نام یک گونه از سرده اردک ماهی‌خوار است.یکی از شش مهم  گونه های تهدید شده از غازسانان است.